# Semiarundinaria
Semiarundinaria là một chi thực vật có hoa trong họ Hòa thảo (Poaceae).

## Loài
Chi Semiarundinaria gồm các loài: